# Sis lliçons de ball en sis setmanes
Sis lliçons de ball en sis setmanes (títol original en anglès Six Dance Lessons in Six Weeks) és una obra de teatre del 2001 del dramaturg estatunidenc Richard Alfieri. És una obra amb només dos personatges: Lily Harrison, la formidable vídua d'un ministre baptista i Michael Minetti, un instructor de dansa gai contractat per donar-li lliçons de ball. Fou estrenada al Geffen Playhouse de Los Angeles (amb Uta Hagen i David Hyde Pierce en els dos papers) i després fou traslladada a Broadway. S'ha representat a 24 països i ha estat traduïda a 14 llengües, entre elles el català.

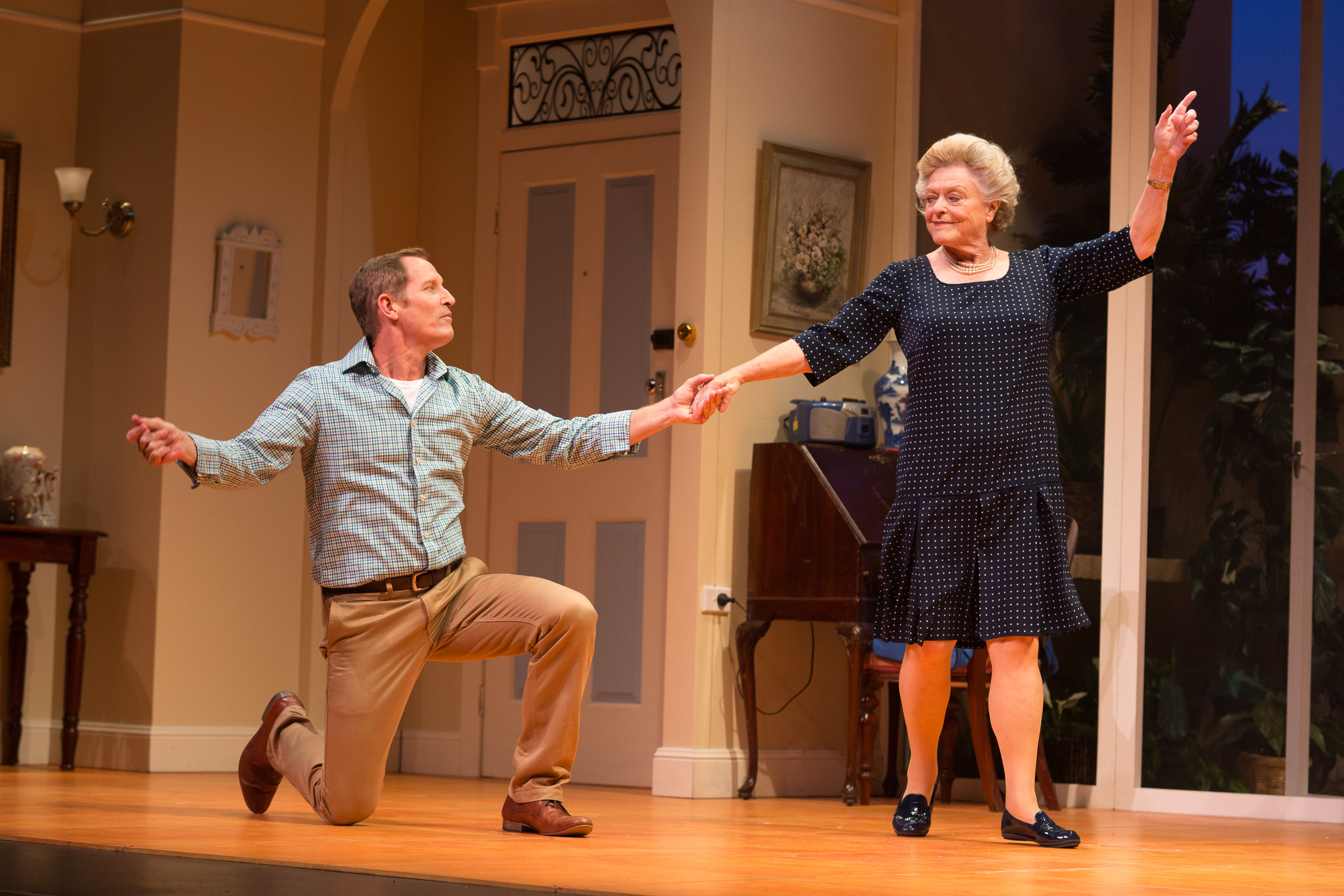
Todd McKenney (agenollat) i Nancye Hayes (dempeus) ballant el swing

]

## Sinopsi
Lily Harrison es descriu a si mateixa com "una madura benestant" que viu sola a St Petersburg Beach a la costa del golf de Florida. L'obra comença quan ella espera la primera de les sis lliçons setmanals de ball a casa. El seu mestre és Michael Minetti, un gai sarcàstic que es va veure obligat per circumstàncies a abandonar la seva vida de noi de cor a Broadway i a treballar com a instructor de dansa. Lily és la primera client de Michael i la seva primera lliçó no va bé a causa del seu llenguatge brut i del fet que tots dos són amargats. Cadascun menteix a l'altre, Lily al·legant que el seu marit tornarà aviat a casa (de fet, és una vídua amb una vida molt restringida pel seu marit ministre baptista del sud) i Michael que afirma estar casat per ocultar tant la seva homosexualitat com el dolor per la mort del seu amant. A mesura que continuen les lliçons es desenvolupa una amistat improbable a partir de la seva compartida irascibilitat i solitud. Queda clar que Lily no necessitava lliçons, sinó una parella de ball, i la parella gaudeix del temps junts fora de les lliçons. L'amistat creix fins al punt en què Lily ajuda Michael a buscar parella, i Michael cuida a Lily a mesura que la seva salut es deteriora.

## Produccions notables
Arthur Allan Seidelman va dirigir l'obra per a la seva estrena de 2001 a Los Angeles al Geffen Playhouse (amb Uta Hagen i David Hyde Pierce) i per a la temporada 2003 al Coconut Grove Playhouse a Miami (amb Rue McClanahan i Mark Hamill). McClanahan a abandonar el paper de Lily i va ser reemplaçada per Polly Bergen quan la producció es va traslladar a Broadway. Seidelman també va dirigir les produccions al West End de Londres (amb Claire Bloom i Billy Zane) el 2006 i la reestrena a Los Angeles (amb Constance Towers i Jason Graae)el 2008.
L'obra va ser produïda a Austràlia el 2006 per l'Ensemble Theatre sota l'aleshores directora artística Sandra Bates, aparellant Todd McKenney en la seva primera obra no musical amb Nancye Hayes. La parella va tornar a repetir aquests papers deu anys després, reunint-se amb Bates en el seu paper final de directora.
El 2016 era l'obra de més èxit dels 58 anys d'història del teatre. L'Ensemble Theatre, en col·laboració amb Christine Dunstan Productions, va portar l'obra de gira i va guanyar el 2007 el premi Helpmann a la millor producció de gira regional.
A més de les produccions anteriors, aquesta obra ha estat traduïda a 14 idiomes i interpretada a ciutats com Amsterdam, Atenes, Berlín, Bielefeld, Bonn, Budapest, Düsseldorf, Hamburg, Hèlsinki, Istanbul, Jerusalem, Johannesburg, Madrid, Múnic, Praga, Salzburg, São Paulo, Seül, Stuttgart, Tel-Aviv, Tòquio i Viena. Segons Variety, l'obra ha estat produïda àmpliament, i l'editor Samuel French la descriu com una obra "extremadament popular" que "ha tingut un èxit enorme tant a nivell nacional com internacional." El lloc web de l'obra la descriu com " un èxit internacional i una de les obres més importants arreu del món."
El 2013 se'n va fer una versió en català que fou representada pel grup de teatre de Fals a l'Ateneu La Vinyeta de Manresa adaptada per Lluís Tuneu.

## Adaptacions
Alfieri va transformar l'obra en un guió per a l'adaptació cinematogràfica del 2014, que fou dirigida per Seidelman i protagonitzada per Gena Rowlands i Cheyenne Jackson en els papers principals. L'agregador de revisions Rotten Tomatoes informa que la pel·lícula té una valoració general d'aprovació del 45%, basada en 11 ressenyes, amb una mitjana ponderada de 5,5/10. Metacritic, que assigna una puntuació estàndard a les ressenyes de crítiques, van donar a la pel·lícula una puntuació mitjana de 50 sobre 100, basada en vuit crítics, indicant "comentaris mixtes o mitjans".

## Manuscrit
- Alfieri, Richard. Six Dance Lessons in Six Weeks.  Samuel French, Inc., 2005. ISBN 9780573602795.